# 西行花伝
『西行花伝』（さいぎょうかでん）は、辻邦生の歴史小説。
新潮社の文芸雑誌『新潮』に1991年1月号（発売は前年12月）から1993年6月号まで断続的に連載された。加筆推敲を経て、1995年に同社から単行本が出版された。同年に谷崎潤一郎賞（第31回）を受賞した。なお、大佛次郎賞にも推薦されたが、当時本人は、同賞の選考委員であり固辞している。
作者は1994年に、信州軽井沢（別荘がある）で人身事故に遭い、長期療養を余儀なくされ刊行が大幅にずれている。1999年7月に文庫再刊した直後の同月29日に、軽井沢での外出中に急逝している（この事故の後遺症が一因でもあった）。なお没後刊のエッセイ集『微光の道』（新潮社、2001年）に、自作解題がある。

## 概要
歌人僧西行の生涯を客観的に描くのではなく、弟子の藤原秋実（架空の人物）を軸に知人たちによる一章ごとに回想の語り手を変え物語は展開される。平安時代から治承・寿永の乱（源平合戦）を経て、鎌倉時代に入る動乱の時代、宮中を警護する北面武士から故あって出家遁世し、美の道（歌道）に徹し生きた西行の足跡に迫る。

## 刊行書誌
- 西行花伝（新潮社、1995年4月）、限定版も刊
- 西行花伝（新潮文庫、1999年7月、改版2011年5月）、高橋英夫解説（2022年に電子書籍化）
- 辻邦生全集 14　西行花伝（新潮社、2005年7月）